# Javier Gómez Noya
Javier Gómez Noya (n. 25 martie 1983, Basel, Cantonul Basel-Oraș, Elveția) este un triatlonist ce a reprezentat Spania, medaliat olimpic. A participat la 3 ediții ale Jocurilor Olimpice (2008, 2012, 2020) în care a câștigat o medalie de argint.